# Pseudolampona
Pseudolampona là một chi nhện trong họ Lamponidae.